# کارلیوو
کارلیوو (به بلغاری: Karlievo) یک منطقهٔ مسکونی در بلغارستان است که در استان صوفیه واقع شده‌است. کارلیوو ۱۸٫۰۹۷ کیلومتر مربع مساحت و ۲۴۵ نفر جمعیت دارد و ۶۳۵ متر بالاتر از سطح دریا واقع شده‌است.